# مشک آهو

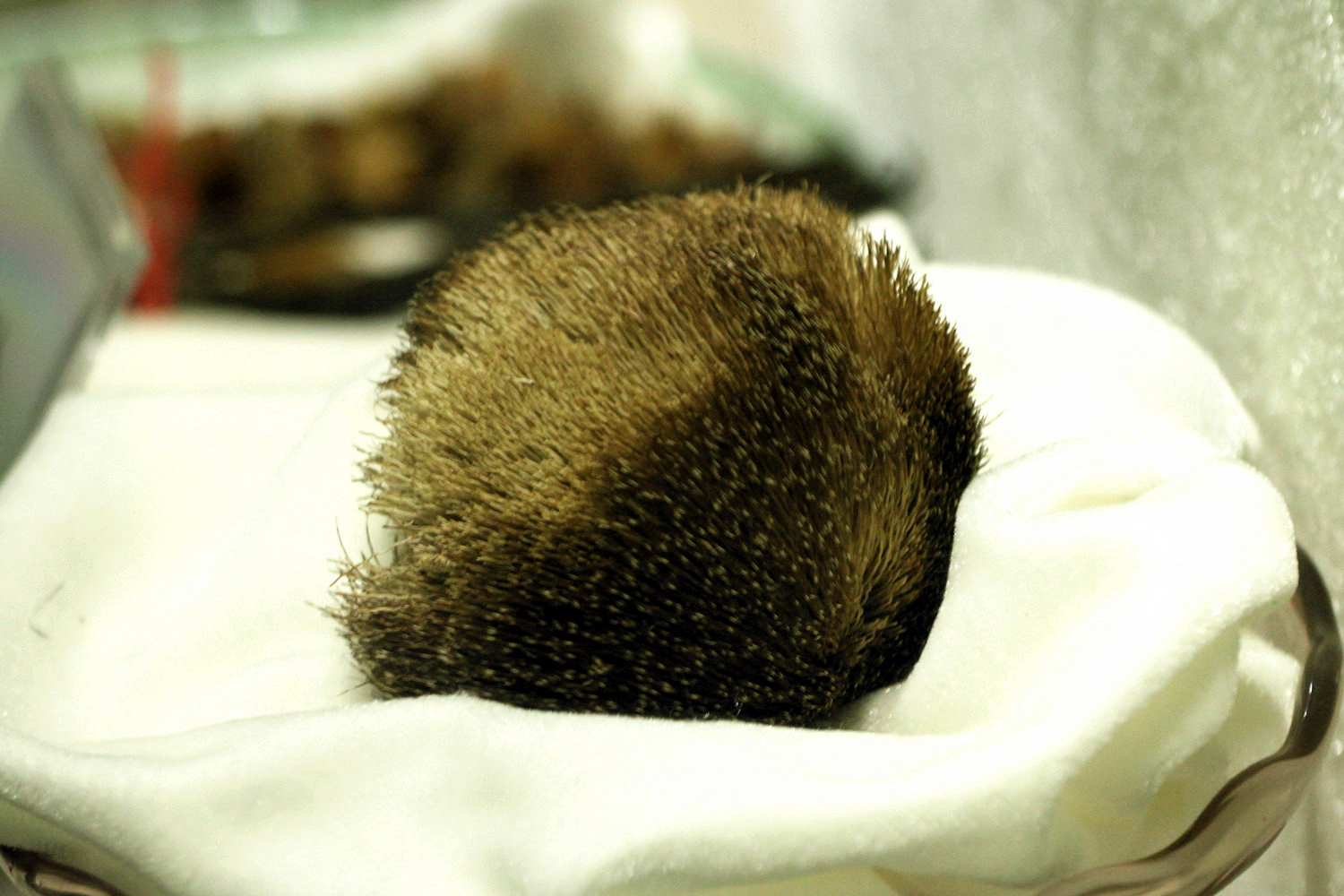
یک غلاف مشک که از آهوی ختن نر به دست آمده‌است

مُشک آهو ماده ای با بویی قوی و ماندگار است که از غدد دُمی آهوهای ختن نر به دست می‌آید. این ماده رنگی تیره دارد و دارای بویی تلخ و قوی و ماندگار است و حاوی ترکیباتی همچون آمونیاک، چربی‌های مختلف، کلسترول، رزین‌ها و مواد آلی است. این ماده قیمت بالایی داشته و هر ساله تعداد زیادی از آهوهای ختن برای استفاده از این ماده شکار می‌شوند. تعداد این آهو در سال‌های اخیر کاهش چشمگیری داشته و شش گونه از هفت گونه این آهوها در خطر انقراض قرار گرفته‌اند. تا سال ۱۹۷۹ به منظور افزایش ماندگاری بوی عطر و ادوکلن‌ها از این ماده به شکلی گسترده در صنایع عطرسازی و در برخی مناطق در درمان‌های طب سنتی استفاده می‌شد اما به دنبال کاهش شدید تعداد آهوهای ختن و خطر انقراض آن‌ها با پیگیری سازمان سایتس، شکار این جانوران ممنوع اعلام شد.